# 原発性胆汁性胆管炎
原発性胆汁性胆管炎（げんぱつせいたんじゅうせいたんかんえん、英語: PBC：Primary biliary Cholangitis）とは、胆汁鬱滞（うったい）型の肝硬変を呈する疾患。旧来「原発性胆汁性肝硬変」と呼ばれていた。特定疾患治療研究事業対象疾患の一つ。

## 名称
以前は「肝硬変」になって発見されることが多かったが、近年は血液検査等での精査で「肝硬変」に至らない無症候性での発見診断が多くなり、また早期からの内服加療等にて「肝硬変」へ進行しない症例が多くなってきていた。
そこで、2015年に「欧州肝臓学会(European Association for the Study of the Liver：EASL)」と「米国肝臓学会(American Association for the Study of Liver Diseases：AASLD)」がそれぞれ「Primary Biliary Cirrhosis→Cholangitis」と名称変更を行った。略称は「PBC」で同じ。日本でも、2016年3月に「日本肝臓学会」と「日本消化器病学会」が連名で、「日本医学会」へ「原発性胆汁性肝硬変→原発性胆汁性胆管炎」の名称変更を要請し、同年4月に同学会において名称変更がなされた。

## 疫学
比較的中年の女性に多い。多くの症例で、自己抗体の一つである抗ミトコンドリア抗体が陽性になる。

## 臨床像
以前は黄疸、腹水貯留、意識障害などの肝硬変・肝不全症状を呈して発見された場合が多かったが、近年は健康診断が普及し、無症状で血液検査での軽度黄疸や肝胆道系酵素の異常値で早期に発見されて診断に至る場合が80%以上でほとんどである。

### 分類
以下の種類に大別されている。
- 症候性(symptomatic PBC：sPBC)
- 無症候性(asymptomatic PBC：aPBC)

### 症状
症状は以下が多く認められる。
- 黄疸
- 皮膚掻痒感、疲労感

合併症
- 食道・胃静脈瘤
- 骨粗鬆症、骨塩減少などの骨病変、口腔・眼の乾燥症状(Sicca syndrome)
- 高率に脂質異常症
- 自己免疫疾患（日本では、シェーグレン症候群 - 20%、慢性関節リウマチ - 約5%、慢性甲状腺炎 - 約5%）
- 全身性エリテマトーデス[3]

## 病理
Cholangitis慢性非化膿性破壊性胆管炎(CNSDC：chronic non-suppurative destructive cholangitis)

## 検査

### 一般検査
- 黄疸（T-Bil↑）
- 肝胆道系酵素高値（AST/ALT↑ ALP/γ-GTP↑）

### 自己抗体
以下の自己抗体検査が診断精査に有用とされている。
- 抗ミトコンドリア抗体(AMA)陽性 特にM2分画(AMA-M2)陽性（約90%）
- 抗セントロメア抗体（抗核抗体）陽性（約30%）
- 抗核膜孔抗体（抗gp210抗体）（約25%）
- 抗Sp100抗体（約10%）

## 治療

### 内服加療
治療は胆汁排泄促進剤（ウルソデオキシコール酸：UDCA）の内服で経過をみていく。内服加療での奏功によって肝硬変へ移行せずに無症候性のまま自然経過の場合が多くなってきている。
治療抵抗例において、ベザフィブラートとウルソデオキシコール酸の併用は、ウルソデオキシコール酸単独に比べ、有意に肝機能を改善させたとの報告がある。

### 手術加療
肝硬変へと進展し、肝不全に至る症例では肝移植の適応疾患。生体肝移植の成績は他疾患の場合に比較して良好である。